# L'ami intime
L'ami intime (De intieme vriend) is een schilderij van de Belgische surrealistische kunstschilder René Magritte, gemaakt in januari en februari 1958.

## Beschrijving
Dit olieverfschilderij op doek in verticaal formaat is een surrealistisch schilderij van de rugzijde van een in zwart kostuum geklede man die een bolhoed draagt. Een mysterieus personage dat Magritte wel vaker geschilderde en "meneer iedereen" noemde. De man op het balkon staart door een raam in een stenen muur naar wolken in een blauwe hemel boven een berglandschap. Achter hem zweven schijnbaar een stokbrood en een wijnglas, gevuld met water.

## Eigenaars
In december 1958 kocht Galerie Alexander Iolas uit Parijs & New York het werk rechtstreeks van Magritte zelf. Rond 1965 werd  Mario Tazzoli uit Turijn de eigenaar en rond 1969 werd dat Max Wasserman uit Chestnut Hill, Massachusetts.
Bij een veiling op 26 maart 1980 bij Sotheby's werd het verworven door Georges Marci uit Zwitserland. Datzelfde jaar nog kwam het in de handen van Gilbert & Lena Kaplan uit New York en bleef het gedurende decennia in hun privécollectie. Op 7 maart 2024 werd het werk verkocht op een veiling bij Christie's in Londen voor zo'n 39 miljoen euro.

## Tentoonstellingen
- Brussel, Galerie Europe, Art actuel: Peintres belges contemporains, maart - april 1958.
- New York, Alexander Iolas Gallery, René Magritte, 1959.
- Little Rock, Arkansas Art Center, Magritte, mei - juni 1964.
- Parijs, Galerie Alexandre Iolas, Magritte: Le sens propre, november - december 1964.
- Keulen, Galerie Rudolf Zwirner, René Magritte: mit Bilden und Gouachen, januari - maart 1965.
- Londen, Tate Gallery, René Magritte, februari - april 1969.
- Hannover, Kestner Gesellschaft, René Magritte, mei - juni 1969.
- Zurich, Kunsthaus, René Magritte, juni - juli 1969.
- Londen, The Hayward Gallery, The South Bank Centre, Magritte, mei - augustus 1992.
- New York, The Metropolitan Museum of Art, Magritte, september - november 1992.
- Brussel, Koninklijke Musea voor Schone Kunsten (KMSKB), Magritte, maart - juni 1998.